# Anomala hesychastria
Anomala hesychastria är en skalbaggsart som beskrevs av Ohaus 1912. Anomala hesychastria ingår i släktet Anomala och familjen Rutelidae. Inga underarter finns listade i Catalogue of Life.